# Taunton Town F.C.
Taunton Town FC là một câu lạc bộ bóng đá có trụ sở tại Taunton, Somerset. Đội bóng hiện thi đấu tại National League South và có sân nhà ở Sân vận động Cygnet Health Care.

## Danh hiệu
- Southern League Premier Division South:
  - Vô địch 2021–22
- Southern League Division One West:
  - Vô địch 2017–18
- Western League :
  - Vô địch (6): 1968–69, 1989–90, 1995–96, 1998–99, 1999–2000, 2000–01
- Western League:
  - Á quân (8): 1972–73, 1973–74, 1974–75, 1975–76, 1993–94, 1996–97, 1997–98, 2001–02
- Western League Division Two:
  - Á quân (1): 1955–56
- FA Vase Vô địch:
  - Vô địch (1):2000–01
- FA Vase:
  - Á quân (1): 1993–94
- Western Football League Alan Young Cup:[1]
  - Vô địch (2): 1973–74, 1975–76 (đồng vô địch với Falmouth Town)
- Western Football League Combination Challenge cup:[1]
  - Vô địch (3): 1990–91, 1993–94, 1994–95
- Western Football League Combination Subsidiary League Cup:[1]
  - Vô địch (3): 1991–92, 1992–93, 1993–94
- Somerset Senior Cup[2]
  - Vô địch (1): 1969–70
- Somerset Premier Cup Vô địch:
  - Vô địch (5):2002-03, 2005–06, 2013–14, 2014–15, 2016–17